# Миямото, Масакацу
Масакацу Миямото (яп. 宮本 征勝 Миямото Масакацу, 4 июля 1938, Хитати, Ибараки — 7 мая 2002, Мито) — японский футболист и тренер. Бронзовый призёр летних Олимпийских игр в Мехико (1968).

## Клубная карьера
На протяжении своей футбольной карьеры выступал за клуб «Фурукава Электрик» (ныне «ДЖЕФ Юнайтед Итихара Тиба»), к которому присоединился после окончания университета Васэда в 1961 году. В первом же сезоне стал обладателем Кубка Императора, повторив успех в 1964 году. В 1975 году клуб присоединился к созданной японской футбольной лиге, где Миямото играл до окончания игровой карьеры в 1974 году. Всего за «Фурукаву Электрик» он провел 103 матча и забил 19 мячей в чемпионате. Трижды был включен в символическую сборную лиги в 1966, 1967 и 1968.

## Карьера в сборной
25 декабря 1958 года, когда Миямото ещё учился в университете, он дебютировал за сборную Японии против Гонконга. Он был вызван в национальную команду на летние Олимпийские игры 1964 года, проходившие в Токио, но не провел на турнире ни одного матча. Зато на следующих Играх он провел пять игр и в составе сборной страны завоевал бронзовые медали Олимпиады в Мехико (1968). Он также участвовал в Азиатских играх 1962 и 1966. За сборную, в общей сложности, Миямото провел 44 игры и забил 1 гол, завершив выступления в 1971 году.

## Тренерская карьера
После окончания игровой карьеры, Миямото стал менеджером «Хонда» в 1983 году и управлял клубом до 1989 года. В январе 1989 года он также руководил сборной Японии по футзалу на чемпионате мира по футзалу 1989 года в Нидерландах. На самом турнире национальная команда не вышла из группы, проиграв все три матча. В 1992 году Миямото подписал контракт с клубом «Касима Антлерс», вошедшим в новую Джей-лигу. В 1993 году под его руководством клуб занял второе место в лиге и играл в финале Кубка Императора. В июне следующего года покинул клуб. В 1995 году управлял «Симидзу С-Палс».
7 мая 2002 года, Миямото умер от пневмонии в Мито в возрасте 63 лет. В 2005 году был введен в Зал славы японского футбола.

## Достижения

### Командные
«Фурукава Электрик»
- Обладатель Кубка Императора: 1961, 1964

### Международные
Сборная Японии
- Олимпийских игр: 1968

### Личные
- Символическая сборная Первого Дивизиона Японской футбольной лиги: 1966, 1967, 1968
- Зал славы японского футбола

## Статистика

### В клубе
| Сезон | Клуб              | Лига                         | Матчи | Голы |
| ----- | ----------------- | ---------------------------- | ----- | ---- |
| 1965  | Фурукава Электрик | Чемпионат Японии. Дивизион 1 | 14    | 4    |
| 1966  | Фурукава Электрик | Чемпионат Японии. Дивизион 1 | 13    | 4    |
| 1967  | Фурукава Электрик | Чемпионат Японии. Дивизион 1 | 14    | 9    |
| 1968  | Фурукава Электрик | Чемпионат Японии. Дивизион 1 | 14    | 2    |
| 1969  | Фурукава Электрик | Чемпионат Японии. Дивизион 1 | 14    | 0    |
| 1970  | Фурукава Электрик | Чемпионат Японии. Дивизион 1 | 14    | 0    |
| 1971  | Фурукава Электрик | Чемпионат Японии. Дивизион 1 | 9     | 0    |
| 1972  | Фурукава Электрик | Чемпионат Японии. Дивизион 1 | 11    | 0    |
| 1973  | Фурукава Электрик | Чемпионат Японии. Дивизион 1 | 0     | 0    |
| 1974  | Фурукава Электрик | Чемпионат Японии. Дивизион 1 | 0     | 0    |
| Итого | Итого             | Итого                        | 103   | 19   |

### В сборной
| Сборная Японии | Сборная Японии | Сборная Японии |
| Год            | Матчи          | Голы           |
| -------------- | -------------- | -------------- |
| 1958           | 1              | 0              |
| 1959           | 8              | 0              |
| 1960           | 1              | 0              |
| 1961           | 6              | 0              |
| 1962           | 7              | 0              |
| 1963           | 4              | 0              |
| 1964           | 1              | 0              |
| 1965           | 2              | 1              |
| 1966           | 5              | 0              |
| 1967           | 1              | 0              |
| 1968           | 2              | 0              |
| 1969           | 2              | 0              |
| 1970           | 0              | 0              |
| 1971           | 4              | 0              |
| Итого          | 44             | 1              |

### Тренерская статистика
| Команда        | С     | До    | Статистика | Статистика | Статистика | Статистика | Статистика |       |
| Команда        | С     | До    | И          | В          | П          | Н          | Побед %    |       |
| -------------- | ----- | ----- | ---------- | ---------- | ---------- | ---------- | ---------- | ----- |
| Касима Антлерс | 1993  | 1994  | 58         | 39         | 0          | 19         | 67.24      |       |
| Симидзу С-Палс | 1995  | 1995  | 52         | 25         | 0          | 27         | 48.08      |       |
| Всего          | Всего | Всего | Всего      | 110        | 64         | 0          | 46         | 58.18 |